# Archivo Comarcal del Bajo Ebro
El Archivo Comarcal del Bajo Ebro (ACBEB) es un archivo histórico, de titularidad pública, creado a partir del convenio firmado el 20 de julio de 1983 entre el Departamento de Cultura de la Generalidad de Cataluña y el Ayuntamiento de Tortosa.
El ACBEB, durante años conocido como Archivo Histórico Comarcal de les Terres de l'Ebre (AHCTE), se integra dentro de la Red de Archivos Comarcales de la Generalidad y lo gestiona el Consejo Comarcal del Baix Ebre.
Para la sede del Archivo se restauró y condicionó el edificio renacentista del Colegio de San Jaime y San Matías, incluido en el complejo monumental de los Reales Colegios. El edificio pertenece a la diócesis de Tortosa y las nuevas instalaciones se inauguraron el 17 de julio de 1997. 
En el Archivo se reúne medio centenar de fondos entre los que destacan por su riqueza y antigüedad: el del Ayuntamiento de Tortosa, que se inicia el 1149 (carta puebla) y que conserva grandes series documentales bastante íntegras desde la Baja Edad Media (clavaría, provisiones, establecimientos, obras), así como 1754 pergaminos, y el fondo del distrito notarial de Tortosa con protocolos desde mediados del siglo XIV, con miles de volúmenes. Actualmente se superan los 3000 metros de documentación.
Entre sus fondos se encuentra también una Hemeroteca, un fondo fotográfico y una biblioteca.

### Fondos
- Fondos de la Generalidad de Cataluña
- Fondos de la Administración local: Ayuntamientos de Tortosa y de Alfara; Consejo comarcal del Bajo Ebro.
- Fondos de la Administración periférica del Estado: Ayudantía Militar de Marina; Dirección General de Regiones Devastadas.
- Fondos notariales
- Fondos judiciales: Audiencia Criminal de Tortosa (1883-1892); juzgados de Primera Instancia e Instrucción (desde 1927)
- Fondos registrales
- Fondos de Instituciones. Como el de Radio Tortosa.
- Fondos religiosos
- Fondos de asociaciones e instituciones
- Fondos comerciales y de empresas. Como el del Balneario de Cardó, el del Banco de Tortosa (1932-59), la Compañía de Ferrocarriles y Caminos de Hierro del Norte de España (1867-1980), etc.
- Fondos patrimoniales. Como el del marqués de Bellet.
- Fondos personales.
- Colecciones: grabados, fotografías, planos, carteles, catálogos, discos, registros sonoros, programas de fiestas, hemeroteca, biblioteca, postales, sellos, etc.
- Archivo de complemento.

En la ciudad se encuentra también el Archivo Capitular de Tortosa y el Archivo Histórico Diocesano.